# Hans-Jürgen Netz
Hans-Jürgen Netz (* 22. März 1954 in Bredstedt, Nordfriesland) ist ein deutscher Textdichter aus dem Bereich Neues Geistliches Lied.
Nach dem Studium der Sozialpädagogik in Düsseldorf arbeitete er 12 Jahre lang als Sozialpädagoge mit Schwerpunkt „Außerschulische Kinderarbeit“ an der Düsseldorfer Thomaskirchengemeinde. Seit 1973 arbeitet er beim Deutschen Evangelischen Kirchentag mit. 
Er schreibt seit 1972 lyrische Texte für Neue Geistliche Lieder und Kinderlieder. Sie fanden Aufnahme im katholischen Gotteslob, im Gesangbuch der Evangelisch-methodistischen Kirche und im Evangelischen Gesangbuch. 
Hans-Jürgen Netz lebt und arbeitet in Oelde in Westfalen.

## Werke
- Wer bringt dem Menschen, der blind ist, das Licht (1972) Musik: Oskar Gottlieb Blarr
- Wo ein Mensch Vertrauen gibt (1975) Musik: Fritz Baltruweit (1977); im Evangelischen Gesangbuch, Regionalteil Württemberg, EG 638
- Komm, lass diese Nacht nicht enden (1977) Musik: Christoph Lehmann
- Ich lobe meinen Gott, der aus der Tiefe mich holt (1979) Musik: Christoph Lehmann; in: Gotteslob 383 ö und im Evangelischen Gesangbuch, Regionalteil Württemberg, EG 611
- Alles was atmet (1987) Musik: Christoph Lehmann
- Durch das Dunkel hindurch (1987) Musik: Christoph Lehmann; in: Wo wir dich loben, wachsen neue Lieder - plus, Nr. 30
- Gottes Geist befreit zum Leben (1990) Musik: Nis-Edwin List-Petersen
- Wasser – Quellen der Schöpfung (1991) Musik: Nis-Edwin List-Petersen
- Nun schließt der Bogen sich zum Kreis (1991) Musik: Nis-Edwin List-Petersen
- Auf einmal ist uns der Himmel ganz nah (ein musikalisches Krippenspiel) (2004) Musik: Reinhard Horn
- Fünf Minimusicals zur Advents- und Weihnachtszeit (2006) Musik: Reinhard Horn
- Kennt unser Denken, sieht, was wir tun (2006), Musik: Wolfgang Teichmann (2006), in: Wo wir dich loben, wachsen neue Lieder - plus, Nr. 166
- Dein Segen fällt wie Regen (Paul Gerhardt zum Gedenken) (2007) Musik: Reinhard Horn
- Ich lebe und ihr sollt auch leben (Zur Jahreslosung 2008) (2007) Musik: Reinhard Horn